# Ney Cardoso Azevedo
Ney Cardoso Azevedo (Mostardas, 13 de março de 1926) é um agrônomo, empresário e político brasileiro. Foi o primeiro prefeito de Palmares do Sul (1982-88). 

## Formação
Filho de Alípio Osório Azevedo e Miguelina Cardoso Vieira, Ney perdeu a mãe antes dos dois anos de idade, e foi criado na fazenda do avô paterno, o Cabo Verde, em Palmares do Sul, então distrito de Osório. Estudou no Internato São Jacó de Novo Hamburgo e no Colégio Nossa Senhora das Dores de Porto Alegre. Formou-se em Engenharia Agronômica pela UFRGS (1953).  

## Atividade empresarial
Em 1955 começou sua atividade rural própria, plantando arroz na região de Palmares. Adepto do cooperativismo, em 1961, com seu irmão Ivo Cardoso Azevedo (1927-2011), foi um dos fundadores da Cooperativa Arrozeira Palmares. 
Em 1964 comprou sua própria fazenda, a Vigia, em Palmares do Sul. No ano seguinte, tornou-se diretor técnico do IRGA, Instituto Rio Grandense do Arroz (1965-67), cargo que voltou a exercer em 1970-73.
Em 1970, com os irmãos Ivo e Telmo, fundou a empresa Flopal, Florestadora Palmares, que desde então atua na área de reflorestamento no Rio Grande do Sul. No periodo de 1974-76, Ney Azevedo foi presidente da Associação Gaúcha de Empresas Florestais (1974-76).

## Atividade política
No final dos anos 1970, Ney Azevedo foi presidente da Comissão de Emancipação de Palmares do Sul, que até então era distrito de Osório (Rio Grande do Sul).  Em consequência disso, uma vez obtida a empancipação, em 1982, candidatou-se e foi eleito o primeiro prefeito do município. 
Sua administração, de 1982 a 1988, foi marcada por um projeto de eletrificação rural de baixo custo, gerido pelo seu Secretário de Agricultura Fábio Rosa,  que se tornou modelo no Brasil.  

## Vida pessoal
É casado desde 1953 com Therezinha Nunes Azevedo (1931), com quem teve seis filhos: o também agrônomo e empresário Paulo César (1954), a professora e tradutora Maria Miguelina (1956), a psicóloga Maria Inez (1958), a cineasta Ana Luiza (1959), a veterinária Ana Carolina (1964) e o advogado Ney Filho (1965). Aos 97 anos, Ney Cardoso Azevedo tem 16 netos e 21 bisnetos. 